# Cecily Bonville, 7. Baroness Harington
Cecily Bonville, 7. Baroness Harington, 2. Baroness Bonville (* 30. Juni 1460 in Shute Manor, Shute, Devon; † 12. Mai 1529 in Shacklewell, Hackney, Middlesex) war eine englische Adlige und aus eigenem Recht Baroness Harington und Baroness Bonville. Durch Heirat war sie zudem Marchioness of Dorset und Countess of Wiltshire.

## Leben

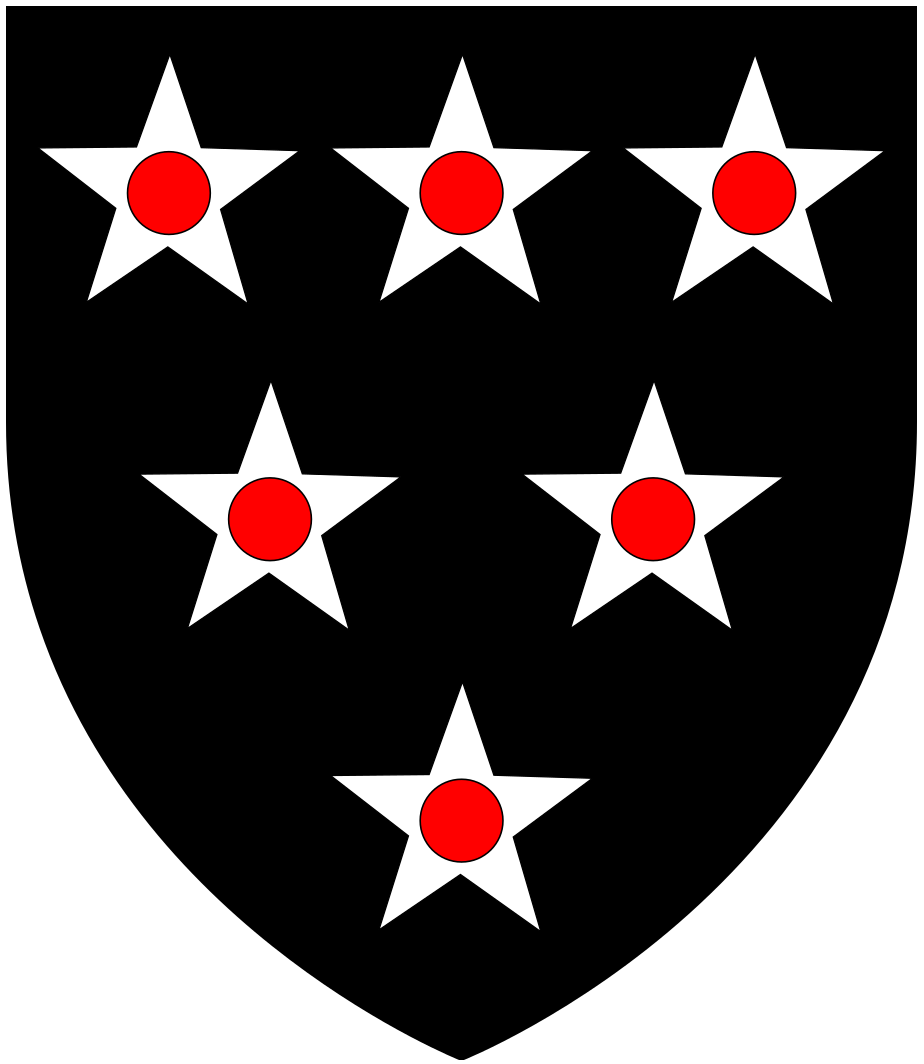
Wappen der Familie Bonville

### Erbin der Bonville
Cecily Bonville wurde am oder um den 30. Juni 1460 in Shute Manor in Shute nahe Axminster, Devon, geboren. Sie war das einzige Kind und Erbin von William Bonville, 6. Baron Harington of Aldingham und Lady Katherine Neville, einer jüngeren Schwester des „Königsmachers“ Richard Neville, 16. Earl of Warwick. Ihre Familie hatte die Baronie von Harington durch die Heirat ihres Großvaters väterlicherseits William Bonville mit Elizabeth Harington, der Tochter und Erbin von William Harington, 5. Baron Harington of Aldingham erworben.
Als Cecily gerade einmal sechs Monate alt war, wurden sowohl ihr Vater als auch ihr Großvater nach der Schlacht von Wakefield am 30. Dezember 1460 hingerichtet. Den Bonvilles, die auf der Seite der York gekämpft hatten, wurde von den siegreichen Truppen Margaretes von Anjou (der Ehefrau König Heinrichs VI. von England) keine Gnade gezeigt und sie wurden noch auf dem Schlachtfeld geköpft. Cecilys Großvater mütterlicherseits, Richard Neville, 5. Earl of Salisbury, wurde nach der Schlacht ebenfalls enthauptet. Kurze Zeit später wurde Cecilys Urgroßvater, William Bonville, 1. Baron Bonville, im Rahmen eines Racheakts Margaretes von Anjou 1461 ebenfalls geköpft. Diese Hinrichtungen sorgten dafür, dass Cecily zur wohlhabendsten Erbin Englands wurde, da sie verschiedene Güter im Südwesten Englands, sowie in Lancashire, Lincolnshire, Yorkshire und Cumberland erbte. Am 30. Dezember 1460 wurde sie aus eigenem Recht 7. Baroness Harington, am 18. Februar 1461 ebenfalls aus eigenem Recht 2. Baroness Bonville.

### Stiefvater
Cecilys Mutter heiratete kurz vor dem 6. Februar 1462 in zweiter Ehe William Hastings, 1. Baron Hastings. Dieser war einer der mächtigsten Männer in England, diente als Lord Chamberlain und persönlicher Berater König Eduards IV. (der Cousin von Cecilys Mutter). Cecily war in der Folge ein Mündel ihres Stiefvaters. Durch die zweite Ehe ihrer Mutter bekam Cecily drei Halbbrüder, Edward, Richard und William, sowie eine Halbschwester, Anne.

### Erste Heirat
Cecily wurde zunächst als mögliche Braut für William, den ältesten Sohn des Earl of Pembroke, in Betracht gezogen, nachdem der Earl of Pembroke ihren einflussreichen Onkel, den Earl of Warwick, um 1468 auf die mögliche Eheschließung angesprochen hatte. Warwick schlug das Angebot jedoch aus, da er den Earl of Pembroke als von zu niedrigem Adel und Prestige betrachtete, um ein Mitglied seiner Familie zu heiraten. Etwa sechs Jahre später wurde schließlich ein anderer Bräutigam für Cecily gefunden, Warwick hatte mit der Eheschließung jedoch nichts mehr zu tun, da er 1471 in der Schlacht von Barnet gefallen war.
Am 18. Juli 1474 heiratete Cecily Thomas Grey, 1. Marquess of Dorset, nur etwa zwei Wochen nach ihrem 14. Geburtstag. Grey war der älteste Sohn von Königin Elizabeth Woodville aus deren ersten Ehe mit Sir John Grey of Groby. Für Grey war es die zweite Ehe, seine erste Ehefrau Anne Holland war zwischen 1467 und 1474 verstorben. Die Ehe Cecilys war von der Königin arrangiert worden, die mit Hilfe des Königs auch Cecilys Stiefvater und Vormund, Baron Hastings, überredete, der Ehe zuzustimmen, obwohl dieser Thomas Grey nicht mochte und auch seine Ehefrau der Verbindung entgegenstand. Der Ehevertrag hielt fest, dass Cecily, sollte Thomas vor dem Vollzug der Ehe versterben, dessen jüngeren Bruder Richard heiraten sollte. Diese Übereinkunft wurde durch einen Act of Parliament bestätigt. Insgesamt hatte die Heirat Elizabeth Woodville £2500 gekostet. Im Gegenzug verwaltete sie Cecilys Erbschaft bis zu deren 16. Geburtstag. Da Frauen nicht im Parlament sitzen durften, übernahm Thomas Grey Cecilys Sitz als Baron Harington und Bonville.
Cecilys Ehemann, ein notorischer Weiberheld, hatte mit seinem Stiefvater, König Eduard, dieselbe Mätresse, Jane Shore. Als der König im April 1483 starb, wurde Jane die Geliebte von Cecilys Stiefvater, Baron Hastings. Diese neue Situation vertiefte die schlechten Beziehungen zwischen Hastings und Thomas nur noch weiter. Gemeinsam mit seiner Mutter versuchte Thomas, unmittelbar nach dem Tod des Königs die Macht zu übernehmen, da der neue König, Eduard V., erst 12 Jahre alt war. Thomas hatte einen Teil des königlichen Schatzes aus dem Tower of London gestohlen und ihn zwischen seiner Mutter und seinem Onkel Sir Edward Woodville aufgeteilt, der seinen Anteil dazu nutzte, auf Thomas’ Veranlassung eine Schiffsflotte auszurüsten; angeblich, um die englischen Küsten gegen französische Piraten zu patrouillieren, aber in Wirklichkeit handelte es sich um eine Woodville-Flotte, die gegen ihre Feinde innerhalb Englands eingesetzt werden sollte. Jane Shore war maßgeblich daran beteiligt, dass Hastings von der Seite des jüngsten Bruders von König Edward, Richard, Herzog von Gloucester, abtrat, der durch das Testament von Edward IV. zum Lordprotektor des Königreichs ernannt worden war. In dieser Position der Autorität hatte Richard eine Truppe von Freunden, lokalen Adligen und Gefolgsleuten um sich geschart, die sich in einer bewaffneten Kavalkade von seiner Yorkshire-Hochburg Middleham Castle aus auf den Weg nach Süden machten, um den jungen König in Schutzhaft zu nehmen und von den Woodvilles zu trennen, um ihren Ambitionen und ihrer langen Herrschaft am Hof ein schnelles Ende zu bereiten. Jane überredete Hastings, sich der Familie Woodville in einer Verschwörung anzuschließen, die darauf abzielte, den Lordprotektor zu beseitigen. Als Richard von Hastings’ Verrat erfuhr, ordnete er seine sofortige Hinrichtung am 13. Juni 1483 im Tower von London an. Hastings wurde jedoch nicht gefasst, und Cecilys Mutter wurde unter Richards Schutz gestellt.
Thomas’ Onkel mütterlicherseits, Anthony Woodville, Earl Rivers, und sein jüngerer Vollbruder Richard Grey wurden beide am 25. Juni 1483 auf Befehl des ehemaligen Lordprotektors König Richard III. hingerichtet, der drei Tage zuvor die Krone von England für sich beansprucht hatte. Richards Anspruch wurde durch ein als Titulus Regius bekanntes Parlamentsgesetz gestützt, das Thomas’ Halbbruder, den ungekrönten König Eduard V., und seine Geschwister für unehelich erklärte. Obwohl Thomas und Cecily der Krönung Richards beiwohnten, schloss sich Thomas später im selben Jahr der Rebellion von Henry Stafford, 2. Duke of Buckingham, an. Als dieser Aufstand scheiterte und Buckingham anschließend hingerichtet wurde, ließ er Cecily in England zurück und floh in die Bretagne. Dort schloss er sich Henry Tudor an, der nach seinem Erfolg in der Schlacht von Bosworth am 22. August 1485 als Heinrich VII. den englischen Thron besteigen sollte. Während Thomas im Ausland in den Diensten von Henry Tudor stand, sorgte König Richard dafür, dass Cecily und die anderen Ehefrauen der Rebellen nicht belästigt oder in ihren persönlichen Besitzrechten angetastet wurden. König Richard wurde in Bosworth von den lancastrischen Truppen Heinrichs getötet und leitete damit die Tudor-Dynastie ein. Thomas hatte jedoch weder an der Invasion Englands durch Henry Tudor noch an der anschließenden Schlacht teilgenommen, da er als Sicherheit für die Rückzahlung eines französischen Darlehens an Henry in Paris eingesperrt war. 1484 wechselte Thomas wieder zu König Richard, nachdem er erfahren hatte, dass sich seine Mutter mit ihm versöhnt hatte. Er war auf dem Heimweg nach England, um seinen Frieden mit Richard zu schließen, als er in Compiègne von Abgesandten Henry Tudors abgefangen und zum Verbleib in Frankreich gezwungen wurde.
Trotz der Herkunft ihrer Familie aus dem Yorkismus und der Tatsache, dass ihr Mann die Sache der Tudors zugunsten von König Richard verließ, waren sie und Thomas (der inzwischen nach England zurückgekehrt war) Gäste bei der Krönung von König Heinrich VII. Im darauffolgenden Monat hob der neue König die Anklage gegen Thomas auf, die im Januar 1484 von Richard III. wegen seiner Beteiligung an der erfolglosen Rebellion des Herzogs von Buckingham erhoben worden war. Die Dorsets nahmen auch an der Hochzeit von Henry und Elizabeth von York im Januar 1486 teil. Elizabeth war die älteste Halbschwester von Thomas aus der zweiten Ehe seiner Mutter mit König Eduard. Als sie im November 1487 zur königlichen Gemahlin gekrönt wurde, waren Cecily und Thomas in der Westminster Abbey anwesend, um der Zeremonie beizuwohnen. Cecily war im Jahr zuvor anlässlich der Taufe von Prinz Arthur geehrt worden, als sie ausgewählt wurde, die Schleppe des Jungen zu tragen, während ihre Schwiegermutter, die verwitwete Königin, die Patenschaft für den Prinzen übernahm. Die Zeremonie hatte in der Kathedrale von Winchester stattgefunden.
Thomas und Cecily hatten insgesamt vierzehn Kinder, von denen elf bis zum Erwachsenenalter überlebten. Die Geburt ihres ältesten Sohnes Thomas wurde in einem Brief von John Paston II an John Paston III im Juni 1477 vermerkt: Tydyngys, butt that yisterdaye my lady Marqueys off Dorset whyche is my Lady Hastyngys dowtre, hadd chylde a sone.

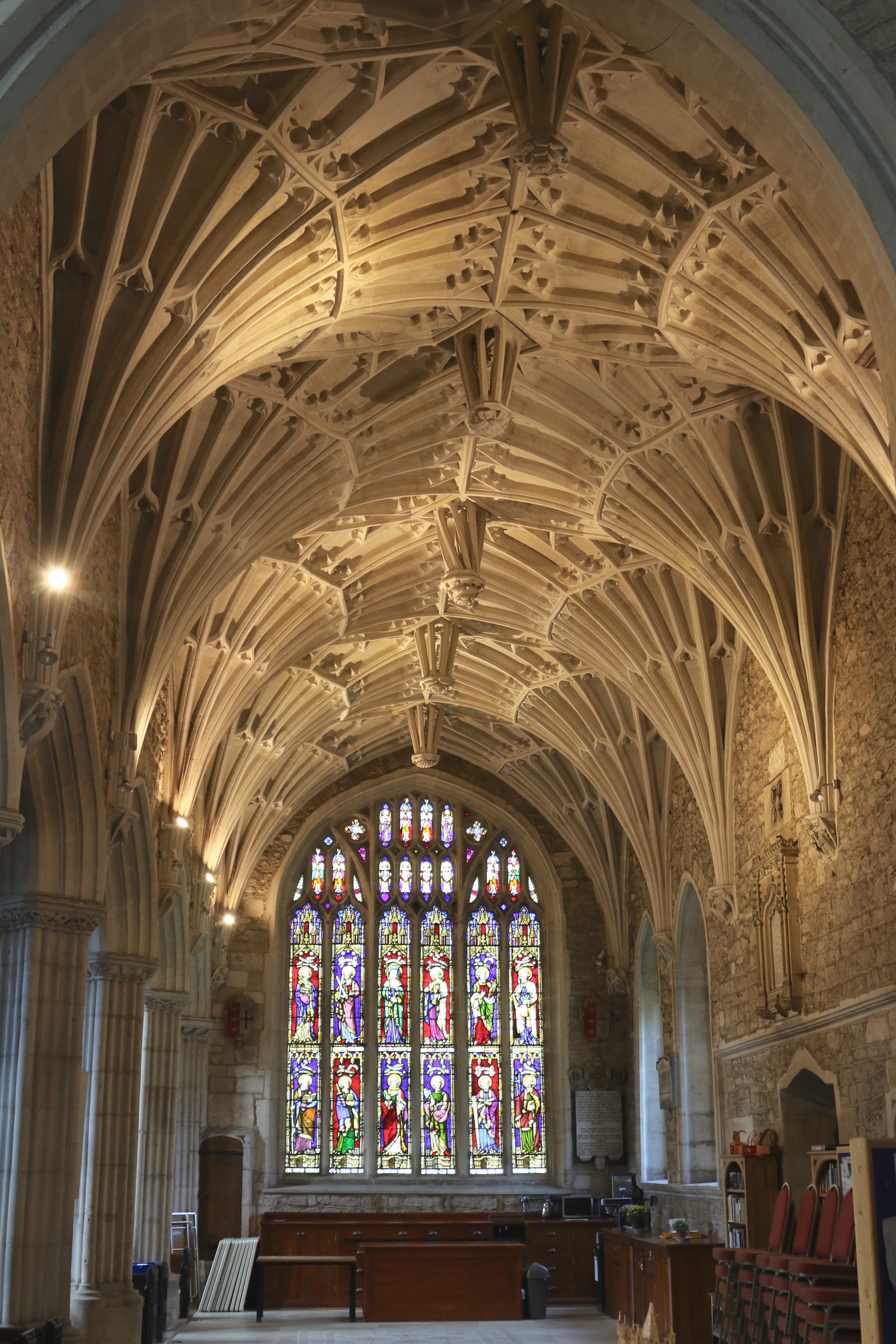
Sogenannte „Dorset Aisle“ in der Kirche von Ottery St Mary

### Die „Dorset Aisle“
In den 1490er Jahren fügte Cecily der Kirche von Ottery St Mary in Devon ein prächtiges, fächerförmig gewölbtes Nordschiff hinzu, das sie persönlich entworfen hatte. Zu den zahlreichen Ländereien, die sie von ihrem Vater geerbt hatte, gehörte auch das nahe gelegene Gut Knightstone in der Gemeinde. Dieses nördliche Kirchenschiff ist daher als „Dorset Aisle“ bekannt. Da Cecily bei der Einweihung der St George’s Chapel auf Schloss Windsor im Jahr 1476 zugegen war, ließ sie sich von deren Bau inspirieren, um später das nördliche Seitenschiff in Ottery St. Mary in einem ähnlichen Stil zu gestalten. Ihr Wappen, eine Figur der heiligen Cäcilia, sowie geschnitzte Wappen und Abzeichen sind im gesamten Seitenschiff zu sehen und stellen ihre eigene Abstammung sowie die ihrer beiden Ehegatten dar. Auch an anderen Kirchen in der Umgebung ihres riesigen Besitzes im West Country ließ sie mehrere Ergänzungen anbringen, doch keine wurde so prächtig und mit so viel Liebe zum Detail ausgeführt wie das Dorset Aisle.

### Zweite Ehe und Streit mit ihrem Sohn
Nach dem Tod ihres Ehemanns Thomas Grey im September 1501 erbte Cecilys ältester Sohn Thomas seinen Titel und einen Teil seiner Ländereien, doch Cecily behielt den größten Teil seiner Ländereien und Besitztümer selbst. Cecily wurde auch als eine der Testamentsvollstreckerinnen ihrer Mutter in deren Testament genannt, das kurz vor ihrem Tod im Jahr 1504 verfasst wurde.
1503 heiratete sie an ihrem Festtag, dem 22. November, ein zweites Mal, und zwar Henry Stafford, 1. Earl of Wiltshire; aus dieser Ehe gingen jedoch keine Kinder hervor. Da für die Heirat ein päpstlicher Dispens und die Genehmigung des Königs erforderlich waren, zahlte Stafford an Heinrich VII. die Summe von 2.000 Pfund für die notwendige Erlaubnis, Cecily zu heiraten, die mit 43 Jahren 19 Jahre älter war als ihr Gatte. Ihr Sohn Thomas, 2. Marquess of Dorset, missbilligte die Heirat vehement, da er angeblich befürchtete, sie würde ihr Erbe dazu verwenden, „ihren neuen Ehemann auf seine Kosten zu beschenken.“ Seine Befürchtungen waren durchaus begründet, denn Cecily schenkte Stafford ein lebenslängliches Erbe in Form von Ländereien im Wert von 1.000 Pfund pro Jahr und gelobte sogar, ihm den Rest ihres Vermögens zu hinterlassen, falls Thomas sie vor ihr sterben sollte. Dies veranlasste Thomas Grey, Cecilys Recht anzufechten, weiterhin als alleinige Testamentsvollstreckerin seines Vaters zu fungieren, was zu einem erbitterten Streit führte, der das Eingreifen König Heinrichs VII. und seines Rates erforderte, um eine weitere Eskalation zu verhindern. Der Vergleich, den der König anordnete, erlaubte es Cecily, den Nachlass ihres verstorbenen Mannes zu verwalten, bis sie seine Schulden beglichen hatte, hinderte sie jedoch daran, ihre Mitgift zu beanspruchen, bis sie den Rest des Erbes ihres Sohnes auf ihn übertragen hatte. König Heinrichs willkürliche Entscheidung schränkte auch ihre Kontrolle über ihr eigenes Erbe stark ein: Sie musste es nach ihrem Tod vollständig an Thomas vererben; bis dahin war es Cecily gestattet, für eine bestimmte Anzahl von Jahren Ländereien im Wert von bis zu 1.000 Mark pro Jahr zu vergeben. Fast zwei Jahrzehnte später stritten sie und ihr Sohn erneut; diesmal ging es um ihre gegenseitigen Pflichten gegenüber den sieben überlebenden Geschwistern von Thomas. Kardinal Thomas Wolsey vermittelte im Namen von König Heinrich VIII. und ordnete an, dass sowohl Cecily als auch Thomas zur Mitgift ihrer vier noch lebenden Töchter Dorothy, Mary, Elizabeth und Cecily, beitragen mussten. Außerdem wurde sie gezwungen, für ihre drei jüngeren Söhne individuelle Renten aus ihrem eigenen Vermögen zu zahlen. 1527 schenkte sie ihrer Tochter Elizabeth eine zusätzliche Mitgift von 1000 Pfund, obwohl ihre Heirat mit dem Earl of Kildare gegen den Willen sowohl von Cecily als auch ihres ersten Ehemanns erfolgt war. Sie fügte die folgende Erklärung für das Geldgeschenk hinzu, obwohl sie zuvor Bedenken gehabt hatte „Da die besagte Ehe ehrenhaft ist und ich und alle ihre Freunde Grund haben, mit ihr zufrieden zu sein.“ Cecily machte ihren letzten Willen am 6. März 1528, indem sie ihren Namen als Cecill Marquess of Dorset, Lady Haryngton and Bonvyll, late wife of Thomas Marquess of Dorset, unterschrieb.

### Tod und Nachleben

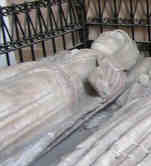
Vermutliches Grab Cecily Bonvilles in St Mary the Virgin, Warwickshire

Zu ihren Lebzeiten baute Cecily Shute Manor von einem mittelalterlichen Landhaus zu einer großen Tudor-Residenz aus. Die letzten Jahre ihres Lebens verbrachte sie auf Astley Castle in Astley, Warwickshire, dem Familiensitz der Familie Grey.
Cecily starb während eines Ausbruchs des Englischen Schweiß am 12. Mai 1529 in Shacklewell in Hackney, London. Sie wurde in der Stiftskirche St. Mary the Virgin, Astley, Warwickshire, beigesetzt, wo ihr Bildnis (das beschädigt wurde) neben denen ihres entfernten Cousins Sir Edward Grey, Viscount Lisle (gest. 1492) und seiner Frau Elizabeth, geb. Talbot (gest. 1487), zu sehen ist. Cecily befindet sich ganz links in der Gruppe und trägt eine Giebelhaube, einen hochgeschnittenen Rock und einen Mantel, an dessen Ecken zwei kleine Hunde zu sehen sind. Sie war zum Zeitpunkt ihres Todes nicht ganz neunundsechzig Jahre alt. Ihr zweiter Ehemann war sechs Jahre zuvor hoch verschuldet gestorben, und Cecily war gesetzlich verpflichtet, diese Schulden zurückzuzahlen. In ihrem Testament hatte Cecily den Wunsch geäußert, mit ihrem ersten Ehemann begraben zu werden, und die notwendigen Vorkehrungen für den Bau eines „schönen Grabmals“ getroffen. Außerdem bat sie darum, dass für ihre Seele „in so bequemer Eile wie möglich“ tausend Messen gelesen werden sollten.

## Ehen und Nachkommen
Aus ihrer ersten Ehe mit Thomas Grey, 1. Marquess of Dorset, hatte Cecily Bonville 15 Kinder:
- Lord Edward Grey († vor 1501) ⚭ Anne Jerningham;
- Lord Anthony Grey († vor 1501)
- Thomas Grey, 2. Marquess of Dorset (1477–1530), ⚭ (1) Eleanor St John; ⚭ (2) Margaret Wotton
- Lord Richard Grey ⚭ Florence Pudsey
- Lord John Grey, ⚭ (1) Elizabeth Catesby, ⚭ (2) Anne Barley bzw. Barlee († 1557 oder 1558)
- Leonard Grey, 1. Viscount Grane (um 1490–1541); es ist unklar, ob er jemals heiratete, wenn ja, dann: ⚭ (1) Elizabeth Arundel, ⚭ (2) Eleanor Sutton
- Lord George Grey, Geistlicher
- Lady Cecily Grey († 1554) ⚭ John Sutton, 3. Baron Dudley
- Lady Bridget Grey († jung)
- Lady Anne Grey
- Lady Dorothy Grey (1480–1552), ⚭ (1) Robert Willoughby, 2. Baron Willoughby de Broke, ⚭ (2) William Blount, 4. Baron Mountjoy
- Lady Elizabeth Grey († 1540) ⚭ Gerald FitzGerald, 9. Earl of Kildare
- Lady Margaret Grey ⚭ Richard Wake of Blisworth
- Lady Eleanor Grey († vor Dezember 1503) ⚭ Sir John Arundell of Lanherne (1474–1545)
- Lady Mary Grey (1493–1538) ⚭ Walter Devereux, 1. Viscount Hereford

Ihre zweite Ehe mit Henry Stafford, 1. Earl of Wiltshire, blieb kinderlos.

## Vorfahren
|  |                                                         |  |  |  |  |  |  |  |  |  |  |  |  |  |  |  |
|  | William Bonville, 1. Baron Bonville (1392–1461)         |  |  |  |  |  |  |  |  |  |  |  |  |  |  |  |
|  |                                                         |  |  |  |  |  |  |  |  |  |  |  |  |  |  |  |
|  |                                                         |  |  |  |  |  |  |  |  |  |  |  |  |  |  |  |
|  | William Bonville                                        |  |  |  |  |  |  |  |  |  |  |  |  |  |  |  |
|  |                                                         |  |  |  |  |  |  |  |  |  |  |  |  |  |  |  |
|  |                                                         |  |  |  |  |  |  |  |  |  |  |  |  |  |  |  |
|  | Margaret Grey                                           |  |  |  |  |  |  |  |  |  |  |  |  |  |  |  |
|  |                                                         |  |  |  |  |  |  |  |  |  |  |  |  |  |  |  |
|  |                                                         |  |  |  |  |  |  |  |  |  |  |  |  |  |  |  |
|  | William Bonville, 6. Baron Harington (1442–1460)        |  |  |  |  |  |  |  |  |  |  |  |  |  |  |  |
|  |                                                         |  |  |  |  |  |  |  |  |  |  |  |  |  |  |  |
|  |                                                         |  |  |  |  |  |  |  |  |  |  |  |  |  |  |  |
|  | William Harington, 5. Baron Harington                   |  |  |  |  |  |  |  |  |  |  |  |  |  |  |  |
|  |                                                         |  |  |  |  |  |  |  |  |  |  |  |  |  |  |  |
|  |                                                         |  |  |  |  |  |  |  |  |  |  |  |  |  |  |  |
|  | Elizabeth Harington                                     |  |  |  |  |  |  |  |  |  |  |  |  |  |  |  |
|  |                                                         |  |  |  |  |  |  |  |  |  |  |  |  |  |  |  |
|  |                                                         |  |  |  |  |  |  |  |  |  |  |  |  |  |  |  |
|  | Margaret Hill                                           |  |  |  |  |  |  |  |  |  |  |  |  |  |  |  |
|  |                                                         |  |  |  |  |  |  |  |  |  |  |  |  |  |  |  |
|  |                                                         |  |  |  |  |  |  |  |  |  |  |  |  |  |  |  |
|  | Cecily Bonville (1460–1529)                             |  |  |  |  |  |  |  |  |  |  |  |  |  |  |  |
|  |                                                         |  |  |  |  |  |  |  |  |  |  |  |  |  |  |  |
|  |                                                         |  |  |  |  |  |  |  |  |  |  |  |  |  |  |  |
|  | Ralph Neville, 1. Earl of Westmorland (1364–1425)       |  |  |  |  |  |  |  |  |  |  |  |  |  |  |  |
|  |                                                         |  |  |  |  |  |  |  |  |  |  |  |  |  |  |  |
|  |                                                         |  |  |  |  |  |  |  |  |  |  |  |  |  |  |  |
|  | Richard Neville, 5. Earl of Salisbury (1400–1460)       |  |  |  |  |  |  |  |  |  |  |  |  |  |  |  |
|  |                                                         |  |  |  |  |  |  |  |  |  |  |  |  |  |  |  |
|  |                                                         |  |  |  |  |  |  |  |  |  |  |  |  |  |  |  |
|  | Joan Beaufort, Countess of Westmorland (1379–1440)      |  |  |  |  |  |  |  |  |  |  |  |  |  |  |  |
|  |                                                         |  |  |  |  |  |  |  |  |  |  |  |  |  |  |  |
|  |                                                         |  |  |  |  |  |  |  |  |  |  |  |  |  |  |  |
|  | Katherine Neville (1442–1504)                           |  |  |  |  |  |  |  |  |  |  |  |  |  |  |  |
|  |                                                         |  |  |  |  |  |  |  |  |  |  |  |  |  |  |  |
|  |                                                         |  |  |  |  |  |  |  |  |  |  |  |  |  |  |  |
|  | Thomas Montagu, 4. Earl of Salisbury (1388–1428)        |  |  |  |  |  |  |  |  |  |  |  |  |  |  |  |
|  |                                                         |  |  |  |  |  |  |  |  |  |  |  |  |  |  |  |
|  |                                                         |  |  |  |  |  |  |  |  |  |  |  |  |  |  |  |
|  | Alice Montacute, 5. Countess of Salisbury (1407–1462)   |  |  |  |  |  |  |  |  |  |  |  |  |  |  |  |
|  |                                                         |  |  |  |  |  |  |  |  |  |  |  |  |  |  |  |
|  |                                                         |  |  |  |  |  |  |  |  |  |  |  |  |  |  |  |
|  | Eleanor Holland, Countess of Salisbury (1386–nach 1413) |  |  |  |  |  |  |  |  |  |  |  |  |  |  |  |
|  |                                                         |  |  |  |  |  |  |  |  |  |  |  |  |  |  |  |
|  |                                                         |  |  |  |  |  |  |  |  |  |  |  |  |  |  |  |